# 소토구
소토구(湊東区)는 효고현 고베시에 설치되었던 구이다. 현재의 주오구와 효고구의 일부에 해당한다.